# Demokratisk socialisme
Demokratisk socialisme er et begreb, der særligt bruges af socialister, som ønsker at indføre socialismen gennem parlamentarismen, reformer og demokrati i stedet for revolution. Selvom begrebet nogle gange sammenlignes med socialdemokratisme, er mange demokratiske socialister imod socialdemokratismen, da den sidstnævnte ideologi accepter kapitalismen.